# فیلمین
فیلمین با نام کامل Comunidad Filmin SL یک سرویس پخش ویدئوی درخواستی اسپانیایی است که عمدتاً به پخش فیلم‌های مستقل می‌پردازد. همچنین این شرکت به‌عنوان تولیدکننده و توزیع‌کننده فیلم فعالیت می‌کند. دفتر مرکزی این شرکت در بارسلونا واقع شده است.